# سيدة جوليانا (أغرا)
السيدة جوليانا كانت امرأة تعيش في بلاط الإمبراطور المغولي أكبر. ويقال أنها كانت الطبيب المسؤول عن حريم الإمبراطور أكبر، وتزوجت من الأمير بوربون الأسطوري جان فيليب دي بوربون نافار، وكانت شقيقة إحدى زوجات الإمبراطور أكبر. يرجع الفضل لها في بناء أول كنيسة في أغرا (الآن في الهند).

## الأصول

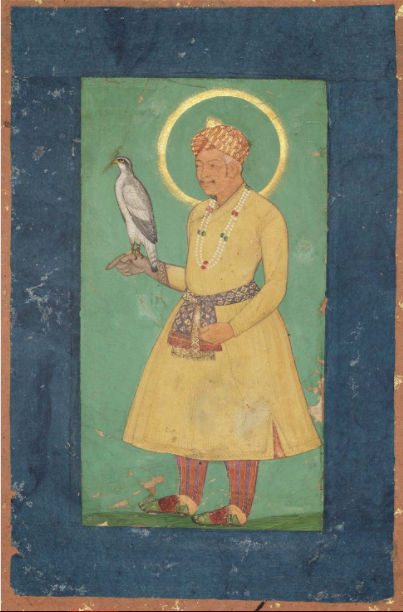
الإمبراطور المغولي أكبر

كانت السيدة جوليانا شقيقة زوجة أكبر المسيحية وكانت الطبيب المسؤول عن الحريم الملكي. في مرحلة ما تم إحضار الاختين إلى أجرا.
إحدى الروايات تقول أن جوليانا وأختها كانتا بنات عبد الحي، رئيس قضاة الإمبراطور أكبر، وأنهما من كيليشيا في أرمينيا الغربية.
القس توماس سميث، وهو مؤرخ وباحث وصحفي وُلد في عائلة أرمنية هندية في أغرا  ذكرأن السيدة جوليانا أرمنية وأعطيت إلى جان فيليب من قبل الإمبراطور أكبر.
في بحث امير اليونان مايكل عن أحفاد جان فيليب دي بوربون، شعر «باليقين من أن [جان فيليب] كان ابن تشارلز الثالث، كونستابل فرنسا، الأغنى والأكثر شهرة وقوة في العائلة». في كتاب الأمير مايكل Le Rajah de Bourbon، تزوج جان فيليب من الأخت البرتغالية للزوجة المسيحية للإمبراطور أكبر، كما حصل على مساحة كبيرة من الأرض وأصبح راجا (ملكًا) في الهند. يشرح أيضًا كيف كان جان فيليب أول ملك بوربون فرنسي، ابن أخ هنري الرابع وكيف في وقت ما قبل عام 1560، شرع جان فيليب في مغامرة عالمية قبل أن يهبط عند أبواب إمبراطورية أكبر. زواجه اللاحق من السيدة جوليانا بعد أن اعتنت به خلال مرضه الشديد ثم تم إهدائها إليه من قبل الإمبراطور أكبر، أنتج خطًا طويلًا من البوربون في بوبال، الهند.
وقد ادعى آخرون أيضًا أنها برتغالية  لكن البحث الذي نشرته زمان في عام 2012 شكك في اعتقاد الباحث البرتغالي، جيه إس إسماعيل جراسياس أن زوجة أكبر أو أختها كانتا برتغاليتين. كما تم تسمية العديد من السيدات الأخريات جوليانا. ظهرت سيدة برتغالية جوليانا دياس دا كوستا في وقت لاحق في تاريخ المغول وقد تساهم قصتها في الارتباك مع السيدة جوليانا ماسكارينهاس. ذكر غراسياس ان زوجة أكبر مريم مكاني هي ماريا ماسكاريناس وأختها هي جوليانا ماسكاريناس. هذا أيضًا غير صحيح وفقًا لزمان، الذي يجادل بأن مريم هو الاسم الذي أُطلق على والدة الإمبراطور أكبر، حميدة بنو بيجوم.
فريدريك فانثوم في ذكريات أجرا (1895) يعبر عن قناعته بأن أكبر لديه زوجة مسيحية تدعى مارى كان تأثيرها على أكبر قد تم الاستخفاف به من قبل المؤرخين الآخرين. يروي قصة جان فيليب ويعلن بالمثل إدانته بتوجهات أكبر تجاه المسيحية.
لم يكن فك تشابك Julias ل إسماعيل جراسياس وفريدريك فانتوم حيويًا جدًا إذا تم فهمه في سياق إيمانهم [Julias] المسيحي ودمج سلالات الدم وارتباطاتهم مع المغول كونها موضوعًا مهمًا. بالإضافة إلى ذلك، لم يكن من غير العقلاني أن نفهم سبب اهتمام الأمير اليوناني أيضًا، كما هو الحال في مقالة عام 2007 في الجارديان بعنوان «وجدت في الهند: آخر ملك لفرنسا». في النهاية، يفهم زمان أن الروايات المذكورة سابقا هي جزء من الواقع وجزء من الخيال في وقت كانت فيه التأثيرات المسيحية عبر النساء الأوروبيات تبدو جذابة، خاصة في الأيام الأخيرة من إمبراطورية المغول.

## الحياة في الهند
رتب الامبراطورأكبر زواج جوليانا من الأمير جان فيليب دي بوربون من فرنسا عام 1560 ودفع لبناء الكنيسة التي بنوها عام 1562.

## الوفاة
وفقا لأرشيفات بعثة أغرا، دفنت مع زوجها الاميرجان فيليب في الكنيسة التي أسساها عام 1562، على الرغم من عدم العثور على رفاتهما. لكن قام الإمبراطور المغولي شاه جهان بهدم الكنيسة عام 1636. أعيد بناء الكنيسة الأصلية على الموقع وفي مجمع كاتدرائية القديس بطرس الرومانية الكاثوليكية.
أحفاد السيدة جوليانا وجان فيليب باسم «بوربون» لا يزالون يقيمون في بوبال.